# شون ستونروك
شون ستونروك (بالإيطالية: Shaun Stonerook)‏ مواليد 19 أغسطس 1977 في كولومبوس، هو لاعب كرة سلة إيطالي سابق بدأ مسيرته الاحترافية في سنة 2000. يبلغ طوله 6 قدم 7 بوصة (2.0 م). اعتزل اللعب في 2012.

## فرق لعب لها
- بالاكانسترو كانتو

## روابط خارجية
- شون ستونروك على موقع الدوري الأوروبي لكرة السلة (الإنجليزية)
- شون ستونروك على موقع كرة السلة الأوروبية.كوم (الإنجليزية)
- شون ستونروك على موقع كلية كرة السلة في سبورتس رفرنس.كوم (الإنجليزية)
- شون ستونروك على موقع ريلجم (الإنجليزية)
- شون ستونروك على موقع بروبوليرز (الإنجليزية)
- شون ستونروك على موقع سبورتس رفرنس (الإنجليزية)